# Valget i Mecklenburg-Vorpommern 2016
Valget i Mecklenburg-Vorpommern 2016 var det syvende valg til Mecklenburg-Vorpommerns landdag. Det blev afholdt den 4. september 2016. 1.328.320 havde mulighed for at stemme. 61,9% (821.581;heraf 806.419 gyldige andenstemmer) gjorde brug af deres ret til at stemme. Ved forrige valg var valgdeltagelsen 51,5 % (708.111 vælgere). Ved valget i 2011 opnåede SPD 36,5 % af stemmerne, CDU 23 %, Die Linke 18 %, Die Grüne 8,7 % og NPD 6 %. De 71 pladser blev fordelt således: SPD 27, CDU 18, Die Linke 14, De grønne 7 og NPD 5. Partiet Alternative für Deutschland (AfD) eksisterede ikke.
Ved valget i 2016 stillede AfD op. Prognoser både forud for valget og på valgdagen viste, at SPD ville få 26 medlemmer, Die Linke 11, AfD 18 og CDU 16 medlemmer af landdagen. Erwin Sellering og SPD kunne dermed beholde regeringsmagten ved koalition med enten Die Linke eller CDU. AfD ville efter dette sit første valg blive delstatens næst største parti. De Grønne og NDP ville ryge ud af delstatsparlamentet.

## Valgsystem
Delstaten har et personaliseret, blandet flertalsvalg, modsvarende som ved valget til Forbundsdagen. Der skal i udgangspunktet vælges 71 medlemmer af landdagen. Vælgerne får to stemmesedler. Den ene stemme (førstestemmen) går til en person i valgkredsen, mens den anden stemme går til et parti. Vinderen af personvalgene i de 36 valgkredse (direkte mandater) kommer altid ind i delstatsforsamlingen. Dersom et parti vinder flere valgkredse end partiets andel af andenstemmerne, beholder partiet disse mandater (overskudsmandater). Partiernes styrkeforhold i parlamentet afgøres imidlertid af andenstemmen. Overskudsmandater vil derfor blive kompenseret de øvrige partier med tillægsmandater.
Spærregrænsen for at blive repræsenteret i landdagen er 5 % af andenstemmerne. Der gælder ingen vilkår om, at partiet vinder et bestemt antal valgkredse (direkte mandater).
Valgperioden er fem år. Stemmeretten og valgbarheden gælder alle voksne statsborgere, som i mindst 37 dage har haft hovedbosted i Mecklenburg-Vorpommern.

## Valgkampagne og valgspørgsmål
Den styrende storkoalition mellem SPD og CDU førte kampagne for at forsvare sit flertal. Desuden var resultatet for partiet AfD ventet med stor interesse. Under kampagnen advarede partiets frontfigur, Leif-Erik Holm, med spredning af islam. Partiet håbede at være den stærkeste politiske kraft efter valget.
Udspurgt om de vigtigste spørgsmål rangerede Forschungsgruppe Wahlen/Politbarometer pollees "arbejdsløshed" på førstepladsen (38 %), efterfulgt af "flygtninge/asyl" (25 %) og "skole/uddannelse" (12 %). Den siddende ministerpræsident Erwin Sellering (64 %) var langt mere populær som en kandidat til ministerpræsident end CDU kandidat Lorenz Caffier (18 %). I en Infratest DIMAP meningsmåling var imidlertid "flygtninge/indvandring" med 34 % angivet som det største problem efterfulgt af "social retfærdighed" (27 %) og "arbejdskraft og økonomi" (20 %).
I løbet af de sidste dage af kampagnen skærpede kansler Angela Merkel, som har sin valgkreds for de føderale valg i Mecklenburg-Vorpommern, sin tone mod indvandrere og talte til fordel for at deportere flere af dem, idet hun brugte ordet "Rückführung" (hjemsendelse) i stedet af "Abschiebung" (udvisning). Den 1. september indrømmede Merkel for første gang fejl i hendes flygtningepolitik, men kun sådanne som var gjort for flere år siden i 2004/05. Ifølge Die Zeit så nogle en vending i hendes politik Willkommenskultur og formodede "frygt" for nederlag i kansler kontor.
Men generelt forsvarede Merkel under kampagnen sin flygtningepolitik og udtrykket "Wir Schaffen das" ( "Vi klarer det"), siger, at hun ville have gjort alt igen på samme måde, som hun gjorde det i 2015. CDU kandidat Caffier krævede forbud mod burka - selv om der er næppe nogen kvinder iført en burka i Mecklenburg-Vorpommern -, flere politifolk og mere udvikling af landdistrikterne. Samtidig tog SPD ministerpræsident og frontløber Erwin Sellering afstand fra Merkels flygtningepolitik og krævede mere respekt for livstidsresultater fra den østtyske befolknings side. Sellering udtalte fx: "Det må ikke være sådan, at vores folk lider, fordi flygtningene er der".

## Meningsmålinger
Meningsmålinger viste, at AFD ville få 21-23 % af stemmerne, med mellemrum truende det styrende SPD under ministerpræsident Erwin Sellering, selvom SPD syntes styrket i meningsmålinger i midten af august. Også CDU kom før SPD i nogle målinger; dog var resultaterne for begge parter forventet at blive dårligere i forhold til det seneste valg i 2011. Meningsmålinger viste også et betydeligt tab for Die Linke. [9] En INSA meningsmåling den 31. august 2016 viste ikke kun, at AfD ville blive større end CDU for første gang, men også at den regerende CDU/SPD-koalition kunne miste sit flertal.
| Pollster                               | Dato              | CDU   | SPD   | AfD  | FDP  | Die Grünen | Die Linke | NPD  | Andre |
| -------------------------------------- | ----------------- | ----- | ----- | ---- | ---- | ---------- | --------- | ---- | ----- |
| Forschungsgruppe Wahlen/Politbarometer | 1. september 2016 | 22%   | 28%   | 22%  | 3%   | 6%         | 13%       | -    | 6%    |
| INSA                                   | 31. august 2016   | 20%   | 28%   | 23%  | 2%   | 6%         | 15%       | 2%   | 4%    |
| Forschungsgruppe Wahlen/Politbarometer | 26. august 2016   | 22%   | 28%   | 21%  | -    | 6%         | 13%       | 3%   | 7%    |
| Infratest dimap                        | 25. august 2016   | 22%   | 27%   | 21%  | 3%   | 5%         | 14%       | 3%   | 5%    |
| Infratest dimap                        | 18. august 2016   | 23%   | 26%   | 19%  | 3%   | 6%         | 16%       | 3%   | 4%    |
| INSA                                   | 12. august 2016   | 23%   | 24%   | 19%  | 3%   | 6%         | 19%       | 3%   | 3%    |
| Infratest dimap                        | 30. juni 2016     | 25%   | 22%   | 19%  | 3%   | 7%         | 17%       | 4%   | 3%    |
| Infratest dimap                        | 28. april 2016    | 24%   | 22%   | 18%  | 4%   | 8%         | 16%       | 4%   | 4%    |
| INSA                                   | 16. februar 2016  | 29%   | 22%   | 16%  | 4%   | 5%         | 19%       | 4%   | 1%    |
| Marktforschungsservice Dukath          | 21. januar 2016   | 27.2% | 28.4% | 5.5% | 8.0% | 9.5%       | 20.1%     | 1.3% | 0.2%  |

## Valgresultatet
Valgdeltagelsen var 61,9%.
De foreløbige valgresultater viste, at SPD fik 30,6% af stemmerne (÷5,0%), AfD 20,8% (+20,8%), CDU 19,0% (÷4,0%), Die Linke 13,2% (÷5,2%), Die Grünen 4,8% (÷3,9%), FDP 3,0% (+0,2%), NPD 3,0% (÷3,0%), Partei Mensch Umwelt Tierschutz 1,2% (+1,2%), andre 4,4% (÷1,1%). Valgresultatet indebar, at koalitionen CDU/SPD kunne fortsætte. Påfaldende var, at både SPD, Die Linke, Die Grünen og CDU var gået markant tilbage. Ligeledes blev NPDs nederlag set som en følge af AfDs fremgang.